# Bulgaria en los Juegos Olímpicos de Ámsterdam 1928
Bulgaria estuvo representada en los Juegos Olímpicos de Ámsterdam 1928 por un total de 5 deportistas que compitieron en 2 deportes.  
El portador de la bandera en la ceremonia de apertura fue el jinete Todor Semov. El equipo olímpico búlgaro no obtuvo ninguna medalla en estos Juegos.